# Меріон (округ, Південна Кароліна)
Шаблон:StateAbbr_ 34°05′ пн. ш. 79°22′ зх. д. / 34.08° пн. ш. 79.36° зх. д.
Округ Меріон (англ. Marion County) — округ (графство) у штаті Південна Кароліна, США. Ідентифікатор округу 45067.

## Історія
Округ утворений 1800 року.

## Демографія
За даними перепису 
2000 року 
загальне населення округу становило 35466 осіб, зокрема міського населення було 14503, а сільського — 20963.
Серед мешканців округу чоловіків було 16388, а жінок — 19078. В окрузі було 13301 домогосподарство, 9511 родин, які мешкали в 15143 будинках.
Середній розмір родини становив 3,16.
Віковий розподіл населення поданий у таблиці:
| Стать    | До 15 років | 15-21 | 22-29 | 30-39 | 40-49 | 50-65 | 65-85 | Понад 85 |
| -------- | ----------- | ----- | ----- | ----- | ----- | ----- | ----- | -------- |
| Чоловіки | 4064        | 1894  | 1703  | 2111  | 2412  | 2628  | 1437  | 139      |
| Жінки    | 3923        | 1953  | 1978  | 2410  | 2987  | 3105  | 2391  | 331      |

## Суміжні округи
- Діллон — північ
- Горрі — схід
- Джорджтаун — південь
- Вільямсберг — південний захід
- Флоренс — захід

## Виноски
1. ↑  U.S. Decennial Census. United States Census Bureau. Архів оригіналу за 12 травня 2015. Процитовано 18 березня 2015.
2. ↑  Historical Census Browser. University of Virginia Library. Архів оригіналу за 11 серпня 2012. Процитовано 18 березня 2015.
3. ↑  Forstall, Richard L., ред. (27 березня 1995). Population of Counties by Decennial Census: 1900 to 1990. United States Census Bureau. Архів оригіналу за 2 лютого 2015. Процитовано 18 березня 2015.
4. ↑  Census 2000 PHC-T-4. Ranking Tables for Counties: 1990 and 2000 (PDF). United States Census Bureau. 2 квітня 2001. Архів оригіналу (PDF) за 18 грудня 2014. Процитовано 18 березня 2015.
5. ↑  State & County QuickFacts. United States Census Bureau. Архів оригіналу за 2 липня 2011. Процитовано 25 листопада 2013.(англ.) Наведено за англійською вікіпедією.
6. ↑  American FactFinder. Бюро перепису населення США. Архів оригіналу за 26 лютого 2012. Процитовано 31 січня 2008.

| США | Це незавершена стаття з географії США. Ви можете допомогти проєкту, виправивши або дописавши її. |